# Primera divisió espanyola de futbol 2025-2026
La temporada 2025-2026 de la lliga espanyola de futbol, també coneguda com a LALIGA EA SPORTS per motius de patrocini, serà la 95a temporada de la primera divisió, la màxima competició futbolística d'Espanya. Començarà el 15 d'agost de 2025 i està previst que finalitzi el 24 de maig de 2026. El calendari dels partits es va publicar l'1 de juliol de 2025, a les 20:30 CEST. El Barça és el defensor del títol, havent guanyat el seu 28è títol la temporada anterior.

## Equips

### Ascens i descens (pretemporada)
Un total de vint equips disputen la lliga, incloent-hi disset equips de la temporada 2024-25 i tres ascendits de la Segona Divisió 2024-25. Això inclou els dos primers equips de la Segona Divisió i els guanyadors dels play-offs d'ascens.
Equips descendits a Segona Divisió
El primer equip a descendir de la Lliga va ser el Valladolid, després d'una derrota per 1-5 contra el Real Betis el 25 d'abril de 2025, després de només una temporada a la màxima categoria. El segon equip a descendir va ser UD Las Palmas, després d'una derrota per 0-1 contra el Sevilla el 14 de maig de 2025, després de dues temporades a la màxima categoria. El tercer i últim equip que va descendir a Segona va ser el Leganés, després que l'Espanyol aconseguís sobreviure derrotant Las Palmas a l'última jornada, després de només una temporada a la màxima categoria.
Equips ascendits a Segona Divisió
El 25 de maig de 2025, el Llevant va esdevenir el primer equip a ascendir matemàticament, amb la garantia del retorn a la màxima categoria després de tres anys d'absència, després d'una victòria per 3-2 contra el Burgos. L'Elx va esdevenir el segon equip a ascendir l'última jornada després de derrotar el Deportivo de la Coruña per 4-0, tornant després de dos anys d'absència. L'últim equip ascendit va ser el Real Oviedo després de superar el Mirandés per 3-2 en el global a la final del play-off d'ascens el 21 de juny per tornar a la màxima categoria després de vint-i-quatre anys d'absència.
| Promogut des de 2024–25 Segona Divisió | Descendit des de Lliga 2024–25   |
| -------------------------------------- | -------------------------------- |
| Llevant Elx CF Reial Oviedo            | Leganés UD Las Palmas Valladolid |

### Estadis i ubicacions
| Equip              | Ciutat                | Estadi                | Capacitat |
| ------------------ | --------------------- | --------------------- | --------- |
| Alavés             | Vitòria               | Mendizorrotza         | 19.840    |
| Athletic Club      | Bilbao                | San Mamés             | 53.289    |
| Atlético de Madrid | Madrid                | Metropolitano         | 70.460    |
| Barcelona          | Barcelona             | Camp Nou              | 105.000   |
| Celta de Vigo      | Vigo                  | Balaídos              | 24.870    |
| Elx CF             | Elche                 | Martínez Valero       | 31.388    |
| Espanyol           | Cornellà de Llobregat | RCDE Stadium          | 42.260    |
| Getafe CF          | Getafe                | Coliseum              | 16.500    |
| Girona FC          | Girona                | Montilivi             | 14.624    |
| Llevant            | València              | Ciutat de València    | 26.354    |
| RCD Mallorca       | Palma                 | Mallorca Son Moix     | 23.142    |
| Osasuna            | Pamplona              | El Sadar              | 23.576    |
| Rayo Vallecano     | Madrid                | Vallecas              | 14.708    |
| Reial Betis        | Sevilla               | La Cartuja            | 70.000    |
| Reial Madrid       | Madrid                | Santiago Bernabéu     | 83.186    |
| Real Oviedo        | Oviedo                | Carlos Tartiere       | 30.500    |
| Real Sociedad      | Sant Sebastià         | Anoeta                | 39.313    |
| Sevilla            | Sevilla               | Ramón Sánchez-Pizjuán | 43.883    |
| València CF        | València              | Mestalla              | 49.430    |
| Vila-real CF       | Vila-real             | La Ceràmica           | 23.008    |

### Personal i patrocini
| Equip              | Entrenador        | Capità                | Fabricant de l'equipació | Espònsor principal   | Altres espònsor(s) |
| ------------------ | ----------------- | --------------------- | ------------------------ | -------------------- | --- |
| Alavés             | Eduardo Coudet    | Antonio Sivera        | Puma                     | MK TIYU NEWS         | Llista - Darrera: Kutxabank - Mànigues: EBPay |
| Athletic Club      | Ernesto Valverde  | Iñaki Williams        | Castore                  | Kutxabank            | Llista - Darrera: Digi - Pantalons: Vueling |
| Atlético de Madrid | Diego Simeone     | Koke                  | Nike                     | Riyadh Air           | Llista - Mànigues: Kraken |
| Barcelona          | Hansi Flick       | Marc-André ter Stegen | Nike                     | Spotify              | Llista - Darrera: UNHCR - Mànigues: Ambilight TV |
| Celta de Vigo      | Claudio Giráldez  | Iago Aspas            | Hummel                   | Estrella Galicia 0,0 | Llista - Darrera: Abanca |
| Elx                | Eder Sarabia      | Pedro Bigas           | Nike                     |                      | Llista - Mànigues: MGS Seguros |
| Espanyol           | Manolo González   | Javi Puado            | Kelme                    |                      | Llista - Pantalons: Škoda |
| Getafe             | José Bordalás     | Djené                 | Joma                     | Tecnocasa            | Llista - Darrera: Lowi - Mànigues: ODTY News |
| Girona             | Míchel            | Cristhian Stuani      | Puma                     | Etihad Airways       | Llista - Darrera: Marlex - Mànigues: HYLO |
| Levante            | Julián Calero     | José Luis Morales     | Macron                   |                      | Llista - Darrera: Baleària, Lowi - Mànigues: Levante Blau Home |
| Mallorca           | Jagoba Arrasate   | Antonio Raíllo        | Nike                     | αGEL                 | Llista - Darrera: Juaneda Hospitales, Alua Hotels & Resorts - Mànigues: OK Mobility - Pantalons: Air Europa, Illes Balears                                                              |
| Osasuna            | Alessio Lisci     | Sergio Herrera        | Macron                   | Kosner               | Llista - Darrera: Digi - Mànigues: Celer Light - Pantalons: Clínica Universidad de Navarra                                                                                              |
| Rayo Vallecano     | Iñigo Pérez       | Óscar Valentín        | Umbro                    | Digi                 | Llista |
| Real Betis         | Manuel Pellegrini | Isco                  | Hummel                   | Gree Electric        | Llista - Darrera: Trainline - Mànigues: Drive REVEL - Pantalons: AUS Global |
| Real Madrid        | Xabi Alonso       | Dani Carvajal         | Adidas                   | Emirates             | Llista - Mànigues: HP |
| Real Oviedo        | Veljko Paunović   | Santi Cazorla         | Adidas                   | Digi                 | Llista - Lateral: Oviedo, origen del Camino - Darrera: Central Lechera Asturiana, Hyundai Asturdai - Mànigues: Integra Energía - Pantalons: Guanajuato Vive Grandes Historias, DEXTools |
| Real Sociedad      | Sergio Francisco  | Mikel Oyarzabal       | Macron                   |                      | Llista - Darrera: Kutxabank |
| Sevilla            | Matías Almeyda    | Nemanja Gudelj        | Adidas                   | Midea                | Llista - Darrera: Socios.com - Mànigues: JD Sports |
| València           | Carlos Corberán   | José Gayà             | Puma                     | TM Real Estate Group | Llista - Mànigues: Divina Seguros |
| Vila-real          | Marcelino         | Dani Parejo           | Joma                     | Pamesa Cerámica      | Llista - Darrera: Ascale |

### Canvis d'entrenador
| Equip          | Entrenador sortint | Forma de sortida   | Data de sortida    | Posició a la taula | Entrenador entrant | Data d'entrada      |
| -------------- | ------------------ | ------------------ | ------------------ | ------------------ | ------------------ | ------------------- |
| Reial Madrid   | Carlo Ancelotti    | Signat pel Brasil  | 26 de maig de 2025 | Pretemporada       | Xabi Alonso        | 1 de juny de 2025   |
| Reial Societat | Imanol Alguacil    | Final de contracte | 30 de juny de 2025 | Pretemporada       | Sergio Francisco   | 29 de maig de 2025  |
| Sevilla        | Joaquin Caparrós   | Final de contracte | 30 de juny de 2025 | Pretemporada       | Matías Almeyda     | 13 de juny de 2025  |
| Osasuna        | Vicent Moreno      | Final de contracte | 30 de juny de 2025 | Pretemporada       | Alessio Lisci      | 1 de juliol de 2025 |